# (9073) Yoshinori
(9073) Yoshinori est un astéroïde de la ceinture principale.

## Description
(9073) Yoshinori est un astéroïde de la ceinture principale. Il fut découvert le 4 mars 1994 à Ōizumi par Takao Kobayashi. Il présente une orbite caractérisée par un demi-grand axe de 2,27 UA, une excentricité de 0,12 et une inclinaison de 6,5° par rapport à l'écliptique.

## Compléments